# Deux-Chaises
Deux-Chaises település Franciaországban, Allier megyében. Lakosainak száma 380 fő (2022. január 1.). Deux-Chaises Chappes, Le Montet, Saint-Sornin, Sazeret, Le Theil, Tronget és Voussac községekkel határos.

## Népesség
A település népességének változása:
| Lakosok száma | 664  | 501  | 438  | 415  | 411  | 406  | 392  | 391  | 388  | 380  |
|               | 1968 | 1982 | 1990 | 2006 | 2013 | 2015 | 2017 | 2019 | 2020 | 2022 |